# Aziatische kampioenschappen judo 1984
De Aziatische kampioenschappen judo van 1984 werden van 1 tot 18 april 1984 gehouden in Koeweit, de hoofdstad van het gelijknamige land. De competitie voor vrouwen werd een jaar later gehouden in 1985. 

## Medailles

### Mannen
| Onderdeel          | Goud             | Goud | Zilver | Zilver | Brons           | Brons   |
| ------------------ | ---------------- | ---- | ------ | ------ | --------------- | ------- |
| Klasse tot 60 kg   | Kenichi Hara     | JPN  | Zan    | CHN    | Park Ko         | KOR PRK |
| Klasse tot 65 kg   | Yosuke Yamamoto  | JPN  | Li     | KOR    | Pakasa Chen     | IRI CHN |
| Klasse tot 71 kg   | Tsugihiro Nakau  | JPN  | Liu    | TPE    | Li An           | CHN KOR |
| Klasse tot 78 kg   | Hiromitsu Takano | JPN  | Li     | KOR    | Liu Sapti       | CHN KUW |
| Klasse tot 86 kg   | Seiki Nose       | JPN  | Park   | PRK    | Pese Park       | IRI KOR |
| Klasse tot 95 kg   | Masato Mihara    | JPN  | Park   | KOR    | Xian Ei         | CHN TPE |
| Klasse boven 95 kg | Hisao Ito        | JPN  | Zu     | CHN    | Idres Hwang     | KUW PRK |
| Open klasse        | Yoshimi Masaki   | JPN  | Zu     | CHN    | Kanbabaei Hwang | IRI PRK |

### Medaillespiegel
| Plaats | Land           | Goud | Zilver | Brons | Totaal |
| 1      | Japan          | 8    | 0      | 0     | 8      |
| 2      | China          | 0    | 3      | 4     | 7      |
| 3      | Zuid-Korea     | 0    | 3      | 3     | 6      |
| 4      | Noord-Korea    | 0    | 1      | 3     | 4      |
| 5      | Chinees Taipei | 0    | 1      | 1     | 2      |
| 6      | Iran           | 0    | 0      | 3     | 3      |
| 7      | Koeweit        | 0    | 0      | 2     | 2      |
| Totaal | Totaal         | 8    | 8      | 16    | 32     |